# Закшув (Ленчинський повіт)
Закшув (пол. Zakrzów) — село в Польщі, у гміні Ленчна Ленчинського повіту Люблінського воєводства.
Населення — 169 осіб (2011).
У 1975-1998 роках село належало до Люблінського воєводства.

## Демографія
Демографічна структура станом на 31 березня 2011 року:
|          | Загалом | Допрацездатний вік | Працездатний вік | Постпрацездатний вік |
| -------- | ------- | ------------------ | ---------------- | -------------------- |
| Чоловіки | 86      | 17                 | 63               | 6                    |
| Жінки    | 83      | 12                 | 43               | 28                   |
| Разом    | 169     | 29                 | 106              | 34                   |